# Porcellio balearicus
Porcellio balearicus es una especie de crustáceo isópodo terrestre de la familia Porcellionidae.

## Distribución geográfica
Son endémicos de los montanos de Mallorca (España).